# Ernest Apfaltrer
‎Ernest Apfaltrer, slovenski jezuit, fizik, filozof in teolog, * 24. junij 1701, grad Grmače, † 14. oktober 1767, Steyr.
Od leta 1748 je služboval kot dekan Filozofske fakultete Univerze na Dunaju. Nato je bil rektor Jezuitskega kolegija v Ljubljani (28. maj 1759 - 2. januar 1763), v Šopronju (1763-1766) in v Steyrju (7. junij 1766-14. oktober 1767). Poučeval je še na Dunaju in v Gradcu. 